# 쿠콘
쿠콘(영어: Coocon Corp.)는 대한민국의 핀테크 기업이다.

## 상장
2021년 4월 28일에 주관사를 하나금융투자, 삼성증권으로 공모가 45,000원에 코스닥 시장에 상장하였다.

## 같이 보기
- 스테이블코인

## 참고문헌
1. ↑  쿠콘, 신한은행 금융 상품 비교 서비스에 데이터 중계 서비스 제공, 뉴스와이어, 2023-06-23
2. ↑  마이데이터 블루칩<16>마이데이터 기업 '고민 해결사' 쿠콘, ET뉴스, 2022-06-07
3. ↑  쿠콘, '데이터전문기관' 지정…데이터 결합 지원, 지디넷코리아, 2023-07-20